# جيمس مانلي
جيمس مانلي (بالإنجليزية: James Manley)‏ هو لاعب كرة قدم أمريكية أمريكي، ولد في 11 يوليو 1974 في برمنغهام في الولايات المتحدة.

## وصلات خارجية
- جيمس مانلي على موقع مرجع كرة القدم المحترفة.كوم (الإنجليزية)